# Aardbeving Obi april 2010
De aardbeving bij Obi op 24 april 2010 vond plaats om 07:41:02 UTC. Het epicentrum lag op ongeveer 205 kilometer ten noorden van Ambon en 305 kilometer ten zuidoosten van Ternate. De kracht bedroeg 6,0 op de schaal van Richter. Het hypocentrum lag op een diepte van 35 kilometer.
Januari: Salomonseilanden (3 januari) · Californië (10 januari) · Haïti (12 januari) -
Februari: Bougainville (1 februari) · Riukiu-eilanden (26 februari) · Chili (27 februari) -
Maart: Taiwan (4 maart) · Sumatra (5 maart) · Turkije (8 maart) · Chili (11 maart) · Japan (14 maart) · Obi-eilanden (14 maart) -
Mei: Sumatra (9 mei) · Vanuatu (27 mei) -
Juni: Papoea (16 juni) -
Oktober: Sumatra (25 oktober)